# Christian-François Paullini
Christian-François Paullini (né le 25 février 1643 à Eisenach et mort dans cette même ville le 10 juin 1712) est un théologien, médecin et auteur polymathe allemand.
Il est l'auteur de quelque 70 travaux qui témoignent d'une grande érudition, liée à une absence quasi totale de sens critique. C'est ainsi qu'il est qualifié de « mystificateur inconscient, mystifié lui-même par une inlassable crédulité » à propos de ses travaux sur les crapauds. 

## Œuvres
- Cynographia curiosa seu canis descriptio. Nuremberg, Endter, 1685.
- Coenarum Helena, seu Angvilla : Juxta Methodum Et Leges Illustris Academiae Naturae Curiosorum descripta, Selectisq[ue] Observationibus & Curiositatibus condita. Francfort-sur-le-Main, Wohlfart, 1689.
- Zeit-kürtzende erbauliche Lust, oder allerhand auserlesene Merckwürdigkeiten. 3 volumes. Francfort-sur-le-Main, Knoche, 1693–1697.
- De antiqua et nobili familia Cottarum, Dissertatione historica. Gießen, 1694.
- Heilsame Dreck-Apotheke : Wie nemlich mit Koth und Urin Fast alle/ ja auch die schwerste/ gifftige Kranckheiten/ und bezauberte Schaden/ vom Haupt biß zun Füssen inn- und äusserlich glücklich curirt worden, Francfort-sur-le-Main, Knoche, 1696.
- Rerum et antiquitatum Germanicarum Syntagma. Francfort-sur-le-Main, Knoche, 1698.
- Flagellum salutis, das ist: Curieuse Erzählung wie mit Schlägen allerhand schwere, langweilige und fast unheilbare Kranckheiten offt, bald und wohl curiret worden. Mit lustigen Historien … bewährt u. erläutert. Francfort-sur-le-Main, Knoche, 1698.
- Philosophischer Feyerabend, in sich haltend, allerhand anmutige, seltene, curieuse…Begebenheiten. Francfort-sur-le-Main, Knoche, 1700.
- Das hoch- und wohl-gelahrte Teutsche Frauen-Zimmer. Erfurt, Stössel, 1705.
- Kleine, doch curieuse Bauern-Physic. Erfurt, Stössel, 1705.
- Philosophische Lust-Stunden, oder allerhand schöne … Curiositäten. 2 volumes. Erfurt, Stössel, 1706–1707.